# Bumiharja
Bumiharja is een bestuurslaag in het regentschap Tegal van de provincie Midden-Java, Indonesië. Bumiharja telt 3769 inwoners (volkstelling 2010).